# Friedrichshafen FF.33
Friedrichshafen FF.33 – niemiecki wodnosamolot patrolowy z okresu I wojny światowej.

## Historia
Pod koniec 1914 roku w niemieckiej wytwórni lotniczej Flugzeugbau Friedrichshafen GmbH zaprojektowano wodnosamolot, który oznaczono jako FF.33. Został on zbudowany i pomyślnie oblatany nad Jeziorem Bodeńskim.
Prototyp był dwupłatowym samolotem rozpoznawczym, wyposażonym w podwozie składające się z dwóch pływaków.
Produkcję seryjną rozpoczęto na zamówienie lotnictwa niemieckiego z przeznaczeniem do patrolowania wód przybrzeżnych Morza Północnego i Bałtyku. Istniały dwie rodziny rozwoju samolotów FF.33. Pierwszą stanowiły wodnosamoloty patrolowe (FF.33, FF.33b, FF.33e, FF.33j, FF.33s), na ogół nieuzbrojone, o większej rozpiętości skrzydeł i trójprzęsłowej komorze płatów, a drugą, powstałą później – wodnosamoloty pełniące funkcję myśliwców, służące do ochrony własnych wodnosamolotów i zwalczania maszyn wroga (FF.33f, FF.33h, FF.33l). Dzięki mniejszej rozpiętości i dwuprzęsłowej komorze płatów, miały one lepsze osiągi i manewrowość, chociaż nie były typowymi wodnosamolotami myśliwskimi.
Pierwszą wersją rozpoznawczą był FF.33, napędzany 120-konnym silnikiem Mercedes D.II. Dwuosobowa załoga siedziała w typowym dla przedwojennych maszyn układzie – obserwator z przodu, pilot z tyłu. Miał on dwa krótkie pływaki główne i pomocniczy pływak pod ogonem. Zbudowano 6 samolotów tej wersji. W kolejnej wersji FF.33b zamieniono kolejność członków załogi, a obserwator otrzymał ruchomy karabin maszynowy. Zastosowano też mocniejszy silnik Maybach 160 KM. Zbudowano tylko 5 samolotów tej wersji.
Najliczniejszym wariantem rozpoznawczym był FF.33e, w którym wprowadzono jedynie dwa dłuższe pływaki oraz płetwę pod ogonem dla poprawienia stateczności. Nie miał on standardowego uzbrojenia strzeleckiego, a jedynie bombowe. Napęd stanowił silnik Benz Bz.III 150 KM. Na wyposażeniu pojawił się nadajnik radiowy. Od marca 1915 zbudowano ok. 188 samolotów, ostatnia partia dostarczana od września 1917 do stycznia 1918 była ukończona jako dwustery do szkolenia. Ulepszoną wersją patrolową był FF.33j, w którym poprawiono aerodynamikę kadłuba, a śmigło otrzymało kołpak. Instalowano na nich nadajnik i odbiornik radiowy i lepsze wyposażenie nawigacyjne. Ostatnim wariantem tej rodziny był bazujący na FF.33j szkolny dwuster FF.33s.
W związku z potrzebą osłony własnych wodnosamolotów i ich baz, od października 1915 pojawił się wariant patrolowo-myśliwski FF.33f, o zmniejszonych wymiarach. Uzbrojenie stanowił ruchomy karabin maszynowy obserwatora, napęd – silnik Benz Bz.III 150 KM. Zbudowano tylko 5 maszyn, po czym zastąpiono go wersją FF.33h, w której poprawiono aerodynamikę w celu zmniejszenia oporów. Zbudowano ok. 45, które weszły do służby od stycznia 1916.
We wrześniu 1916 wprowadzono ostateczny wariant patrolowo-myśliwski FF.33l, w którym ponownie nieco zmniejszono rozpiętość i długość płatowca, poprawiono aerodynamikę kadłuba, wprowadzono kołpak śmigła. Manewrowość poprawiła się do tego stopnia, że oprócz karabinu obserwatora, samolot uzbrojono w zsynchronizowany karabin maszynowy pilota (w części maszyn usuwany na rzecz radia). Zbudowano ok. 135 samolotów tej wersji.

## Służba
W lotnictwie niemieckim patrolowe wodnosamoloty Fridrichshafen FF.33 zostały wprowadzone w 1915 roku i służyły wyłącznie do patrolowania mórz i wód przybrzeżnych. Gdy zagrażały im ataki ze strony samolotów wroga, latały w eskorcie uzbrojonych samolotów, w tym uzbrojonych wersji FF.33.
Od 1917 roku w miarę wprowadzania do służby nowych wodnosamolotów były one wycofywane ze służby liniowej i kierowane do szkół lotniczych (w tym celu powstał też specjalny wariant FF.33s).
Najbardziej znanym egzemplarzem był FF.33e nr 841 o nazwie własnej „Wölfchen” (wilczek), używany jako wodnosamolot zwiadowczy na krążowniku pomocniczym SMS „Wolf” (wilk), działającym jako rajder od listopada 1916 do lutego 1918 na Oceanie Indyjskim i Pacyfiku, w którym charakterze wykonał 56 lotów.
Po wojnie samoloty tego typu użytkowane były jeszcze przez siły lotnicze Bułgarii i Szwecji.

## Służba w lotnictwie polskim
W sierpniu 1920 roku w Gdańsku zakupiono dwa wodnosamoloty Friedrichshafen F.33 w wersjach FF.33e (nr 8) i FF.33l (nr 9). Ponadto polskie lotnictwo posiadało wodnosamolot FF.33h, prawdopodobnie odbudowany z wraku znalezionego w Pucku.
Zostały one włączone w skład Bazy Lotnictwa Morskiego w Pucku. Służyły one do szkolenia załóg w Szkole Lotnictwa Morskiego oraz lotów patrolowych. 15 stycznia 1921 jeden z nich uległ rozbiciu (zginęli st.mar. Ryszard Ostrowski i ppor. kawalerii Gąsowski), a pod koniec 1921 – kolejny (załoga przeżyła). W 1921 roku wycofano z użycia wodnosamolot FF.33E, a w 1922 roku także FF.33L. Ostatni wodnosamolot służył po wycofaniu jako tzw. rouler, do nauki prowadzenia w prostej linii po wodzie.

### Konstrukcja
Wodnosamolot Friedrichshafen FF.33 był dwumiejscowym samolotem patrolowym o konstrukcji mieszanej.

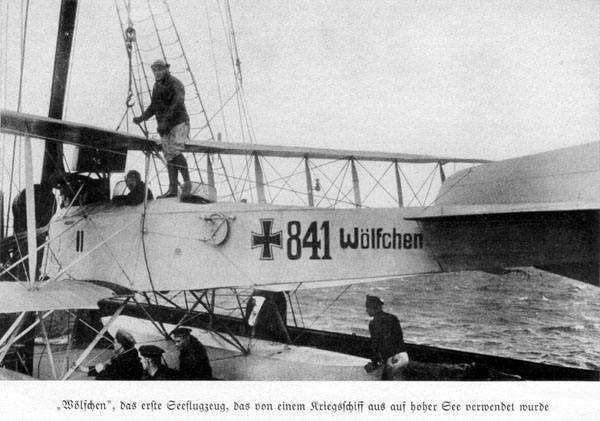
FF.33e „Wölfchen” na pokładzie krążownika pomocniczego SMS „Wolf”

Wodnosamolot FF.33E był napędzany silnikiem rzędowym chłodzonym cieczą, umieszczonym w przedniej części kadłuba. W kadłubie za silnikiem znajdowały się dwie kabiny odkryte, każda osłonięta małym wiatrochronem. Pierwsza kabina była wyposażona w zestaw urządzeń sterowniczych i podstawowe przyrządy pokładowe, przeznaczona dla pilota. W drugiej kabinie było miejsce dla obserwatora lub pasażera. Do tylnej części kadłuba zamocowano usterzenie klasyczne o dużej powierzchni.
Kadłub miał konstrukcję kratownicową drewnianą i pokryty był sklejką. Usterzenie było drewniane, kryte płótnem.
Płaty o konstrukcji dwudźwigarowej, drewnianej, pokryte płótnem. Usztywnione były między sobą trzema parami słupków oraz cięgnami stalowymi (w wersji FF.33L były tylko dwie pary słupków, gdyż miała ona krótsze płaty). Lotki umieszczono tylko na górnym płacie.
Dwa pływaki o konstrukcji drewnianej, kilkugrodziowe o dwóch redanach, były przytwierdzone do kadłuba i dolnego płata za pomocą stalowych rur.